# Catocala electa
Catocala electa là một loài bướm đêm thuộc họ Erebidae. Loài này được tìm thấy ở châu Âu và châu Á (ranging tới Hàn Quốc).
Sải cánh dài 65–80 mm. The moths gặp ở tháng 7 đến tháng 9 tùy theo địa điểm.
Ấu trùng ăn Sallow và dương.

## Hình ảnh

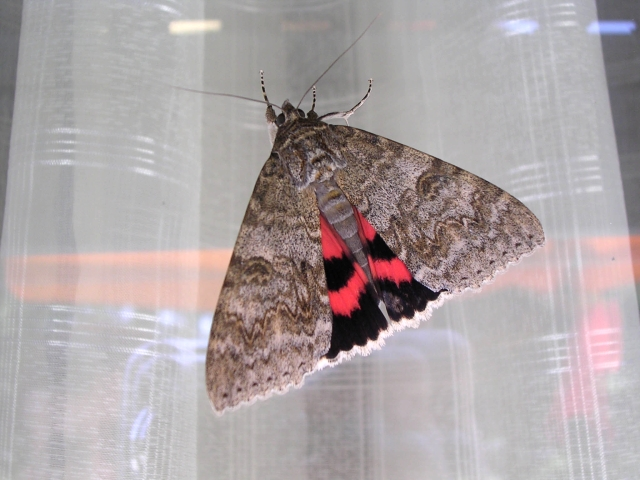
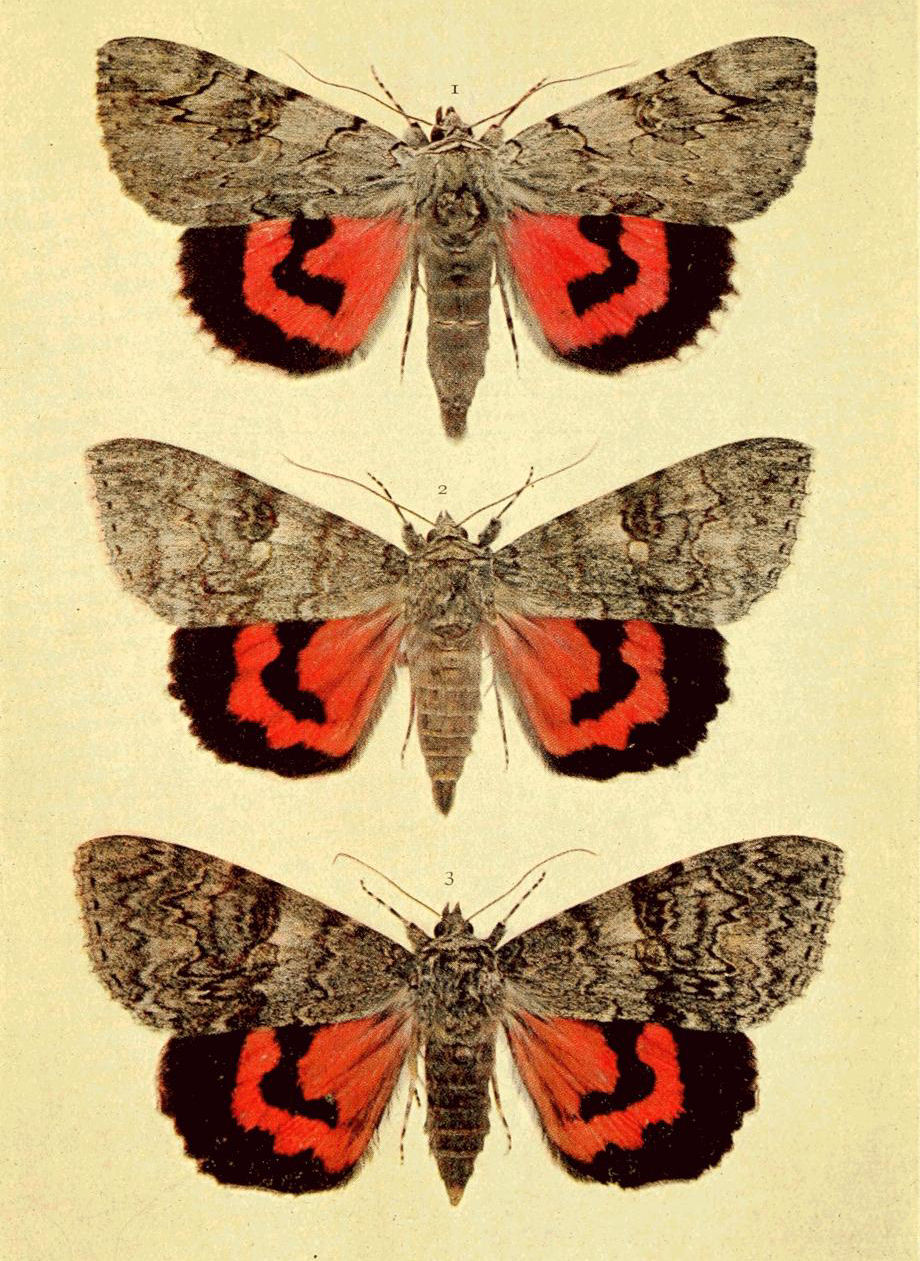